# SD28型柴油机车
SD28型柴油机车是美国通用汽车易安迪公司（GM-EMD）在1965年推出的一款柴油机车，这是SD35型柴油机车的机械增压版本。
1963年，易安迪公司宣布推出16-567D3A型涡轮增压柴油机，通过重新设计的活塞结构和吸气系统，将额定最高转速提高到每分钟900转，使其额定功率提升至2500马力，同年又推出装用这款柴油机的GP35型柴油机车，与通用电气的U25B型柴油机车直接竞争。1964年，易安迪推出六轴版本的SD35型柴油机车，作为取代SD24型柴油机车的换代车型，以及采用机械增压的GP28、SD28型柴油机车，分别取代GP18、SD18型柴油机车的位置。然而这款机车未能引起铁路公司的兴趣，易安迪只制造了六台SD28型柴油机车，其中两台机车交付哥伦布和格林威尔铁路，另外四台机车交付储备矿业公司。此外，易安迪还以该型机车为基础上，设计了供出口韩国的SDP28型柴油机车。
GP28型柴油机车是干线货运用的六轴柴油机车，采用单司机室、底架承载结构、双侧外走廊的罩式车体，车体上部自前向后由电气室、司机室、动力室、冷却室四部分组成，其中电气室一端称为短罩端，动力室和冷却室一端称为长罩端，而短罩端的高度比长罩端低，使司机室具有较广阔的瞭望视野。机车走行部采用两台“Flexicoil”三轴转向架，二系悬挂采用扰度较大的螺旋圆弹簧，可改善机车的运行品质和线路适应性。动力装置为一台16气缸、二冲程、机械增压的16-567D1型柴油机。传动系统采用直—直流电传动，柴油机直接驱动一台D32型直流发电机，发出的直流电供给六台D57型直流牵引电动机。牵引电动机采用轴悬式驱动方式，牵引齿轮传动比为3.93（59：15）。